# Lena Große Scharmann
Lena Große Scharmann (* 24. April 1998 in Filderstadt) ist eine deutsche Volleyballspielerin.

## Karriere
Große Scharmann spielte zunächst Handball. 2011 begann sie am Schickhardt-Gymnasium Stuttgart, einer Eliteschule des Sports, mit Volleyball. Mit der Mannschaft des Bundesstützpunkts spielte sie in der Regionalliga. Danach kam sie zur zweiten Mannschaft von Allianz MTV Stuttgart, mit der sie bis 2016 in der Zweiten Liga Süd spielte. In der Saison 2016/17 war die Diagonalangreiferin und Juniorinnen-Nationalspielerin beim Nachwuchsteam VC Olympia Berlin aktiv. Anschließend kehrte sie zur zweiten Mannschaft in Stuttgart zurück. 2018 wechselte sie zum Bundesliga-Aufsteiger NawaRo Straubing. Mit dem Verein erreichte sie in der Saison 2018/19 das Viertelfinale im DVV-Pokal und den zehnten Platz in der Bundesliga. Zur Saison 2020/21 kehrte Lena Große Scharmann nach Stuttgart zurück und spielte in der ersten Mannschaft von Allianz MTV Stuttgart. Nach der deutschen Vizemeisterschaft mit Stuttgart 2021 wechselte sie zum Ligakonkurrenten 1. VC Wiesbaden. Nach zwei Jahren wechselte sie in die italienische Serie A zum Club Megabox Ondulati Del Savio Vallefoglia.